# Memoriał Janusza Kasperka
Memoriał im. Janusza Kasperka – cykliczne zawody w akrobacji samolotowej organizowane przez Aeroklub Świdnik dla uczczenia pamięci tragicznie zmarłego pilota i mistrza akrobacji, Janusza Kasperka.

## Historia
Memoriał został zainicjowany po tragicznej śmierci Janusza Kasperka, który zginął 17 października 1998 roku podczas wykonywania akrobacji samolotem Extra 300 L w okolicach Mińska Mazowieckiego, razem z Grzegorzem Moskalenko. 
Aeroklub Świdnik przez wiele lat organizował Memoriał im. Janusza Kasperka, który stał się wydarzeniem upamiętniającym wybitnego pilota oraz popularyzującym akrobację samolotową w regionie. Zawody gromadziły czołowych polskich pilotów akrobacyjnych i były okazją do prezentacji umiejętności oraz wymiany doświadczeń w środowisku lotniczym.

## Patron
Janusz Kasperek (1960–1998) był wielokrotnym mistrzem Polski w akrobacji samolotowej, zdobywcą medali na mistrzostwach świata oraz instruktorem lotniczym. Uhonorowany m.in. tytułem Zasłużony dla Miasta Świdnika oraz pośmiertnie Krzyżem Kawalerskim Orderu Odrodzenia Polski.

## Upamiętnienie
Oprócz memoriału, imię Janusza Kasperka nosi jedna z ulic w Świdniku. Wydano również walory filatelistyczne (karty pocztowe) dedykowane jego pamięci.